# 유라시아 타워
유라시아 타워(Eurasia Tower, 러시아어: Башня Евразия)는 러시아 모스크바 모스크바 국제 비즈니스 센터 플룻 12에 건설된 마천루이다. 이 건물은 308.9m, 72층으로 구성되어 있으며 모스크바 국제 비즈니스 센터 단지에 소속되어 있다.

## 같이 보기
- 러시아의 마천루 목록
- 머큐리 시티 타워